# Stadion an der Hafenstraße
Le Stadion an der Hafenstraße, anciennement Stadion Essen, est un stade de football situé à Essen en Allemagne dont les clubs résidents sont le Rot-Weiss Essen et le SGS Essen. Le stade dispose d'une capacité de 20 352 places.
Le stade se trouve sur le terrain du Georg-Melches-Stadion, ancien stade du club, démoli entre 2011 et 2012.
En novembre 2021, le Rot-Weiss Essen acquiert le nom du stade qui devient Stadion an der Hafenstrasse.

## Histoire

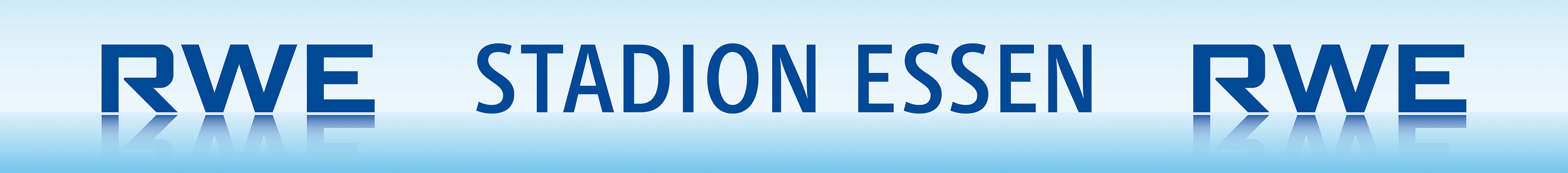
ancien logo

Le stade Georg-Melches-Stadion construit en 1923 et qui porta le nom de Stadion an der Hafenstrasse de 1939 à 1964, devenant trop vétuste, il a été décidé en 2010 d'ériger un nouveau stade d'une capacité de 20 000 places juste à côté de l'ancien stade. Le nouveau stade est inauguré en août 2012 et prend le nom de Stadion Essen. L'ancien stade est démoli pour faire place au parking du nouveau stade.

## Caractéristiques
La capacité est de 20 352 places dont 9 040 places debout, toutes les places sont couvertes.
Le stade est composé de quatre tribunes de 32 rangées, les tribunes sont séparées ce qui permet dans l'avenir de fermer complètement le stade pour augmenter la capacité à 25 000 places. Il peut également être envisagé de rajouter des rangs supplémentaires aux tribunes pour arriver à une capacité de 35 000 places.
Au dessus de la tribune Est se trouve un panneau led de 42 m².

## Galerie

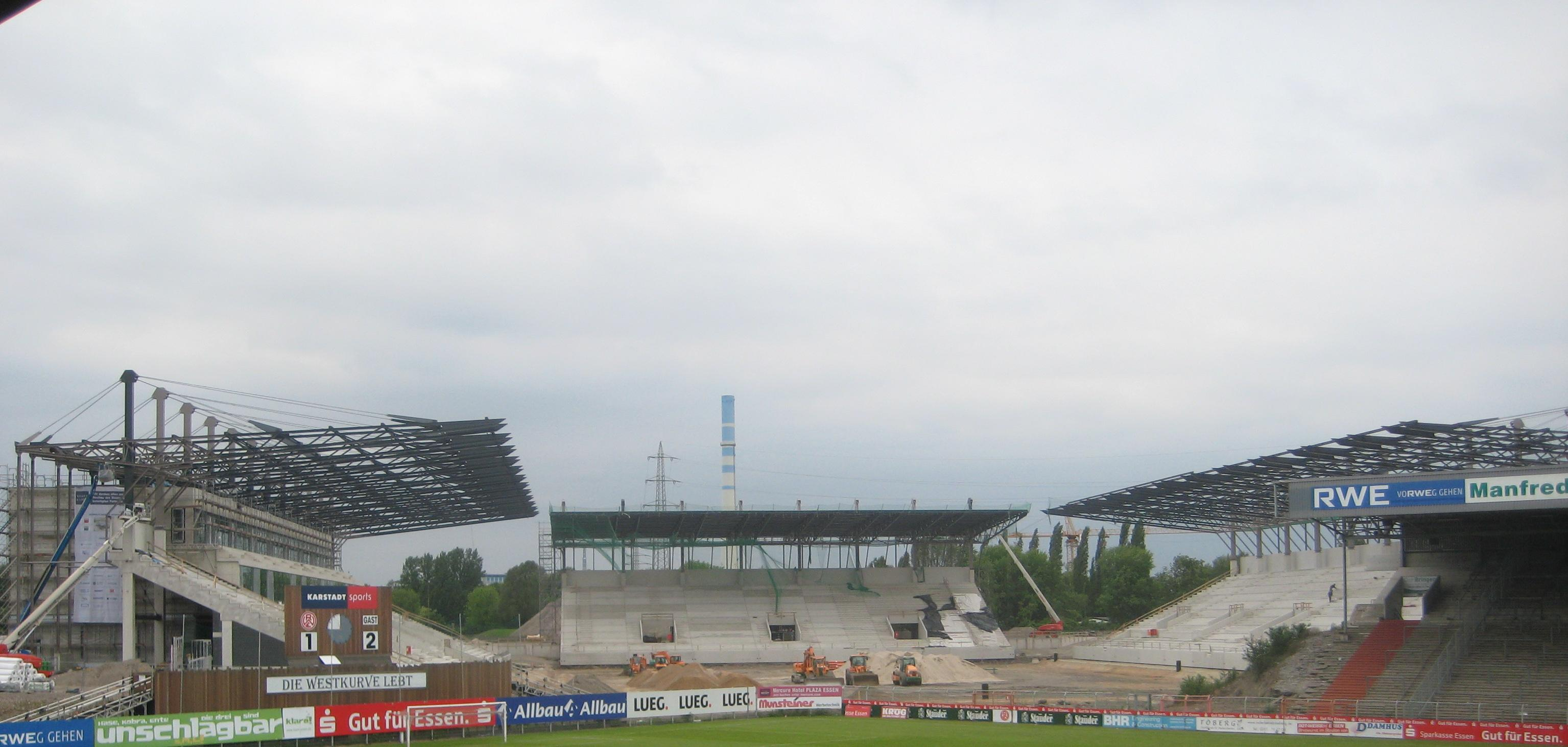
Le stade en construction, une partie de l'ancien stade visible au premier plan
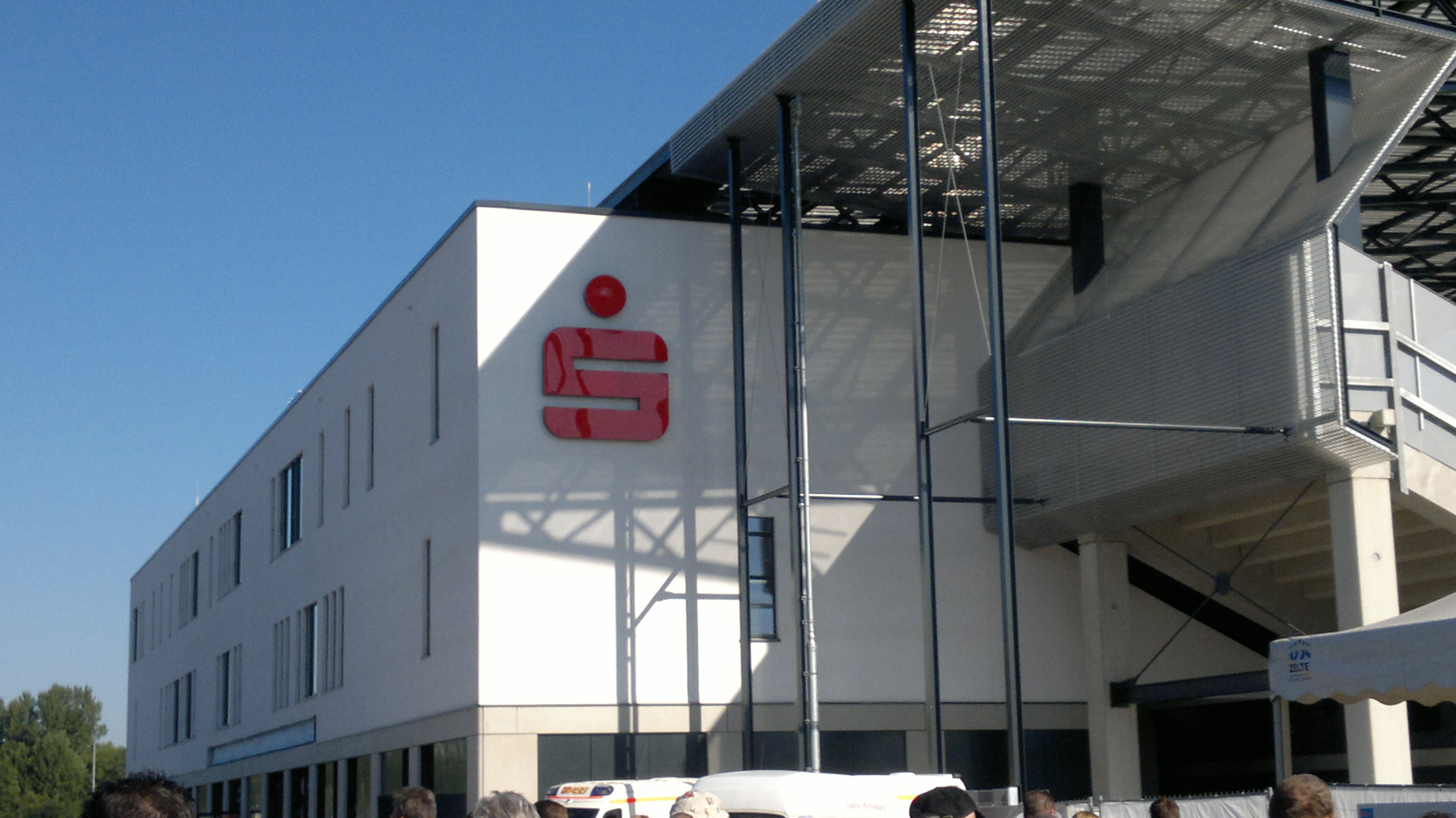
La tribune principale